# Achicourt Road Cemetery
Achicourt Road Cemetery is een Britse militaire begraafplaats met gesneuvelden uit de Eerste Wereldoorlog, gelegen in de Franse gemeente Achicourt (Pas-de-Calais). De begraafplaats ligt aan de Route de Bucquoy op 1,25 km ten zuidoosten van het gemeentehuis en is vanaf de weg bereikbaar via een graspad van 50 m. Ze werd ontworpen door William Cowlishaw en heeft een nagenoeg vierkantig grondplan met in de noordelijke hoek een boogvormige uitbouw waarin een rustbank is geplaatst. Het terrein heeft een bakstenen ommuring met een metalen hekje tussen twee zuiltjes als toegang. Het Cross of Sacrifice staat centraal tegen de oostelijke muur. De begraafplaats wordt onderhouden door de Commonwealth War Graves Commission.
De begraafplaats telt 131 doden waaronder 8 niet geïdentificeerde.

## Geschiedenis
De begraafplaats werd aangelegd in maart 1917 en gebruikt tot juni van hetzelfde jaar om slachtoffers van de slag bij Arras te begraven. Deze graven bevinden zich in rijen A tot en met C en de meerderheid ervan zijn manchappen van het London Regiment. De begraafplaats werd opnieuw gebruikt in augustus en september 1918, toen de rijen D en E (meestal Canadese graven) werden aangelegd. Na de wapenstilstand werden nog 21 slachtoffer vanuit het kerkhof van Achicourt toegevoegd (rij E).
Onder de geïdentificeerde slachtoffers zijn er 76 Britten en 47 Canadezen.

## Onderscheiden militairen
- W.J. Atherton, kapitein bij het 5th Canadian Mounted Rifles Battalion werd onderscheiden met het Military Cross (MC).
- de compagnie sergeant-kwartiermeesters C. Watson en Ronald Davidson Forbes, sergeant T.S. Keating, korporaal T.J. White, kanonnier William Augustus Terence Crook en soldaat J. Mackay ontvingen de Military Medal. Sergeant V. Bowen ontving deze onderscheiding tweemaal (MM and Bar).

## Gefusilleerden
- schutter Walter Yeoman (16 juni 1917) en soldaat James Mayers (3 juli 1917) werden wegens desertie gefusilleerd.[1]